# Desfiladero de Iskar

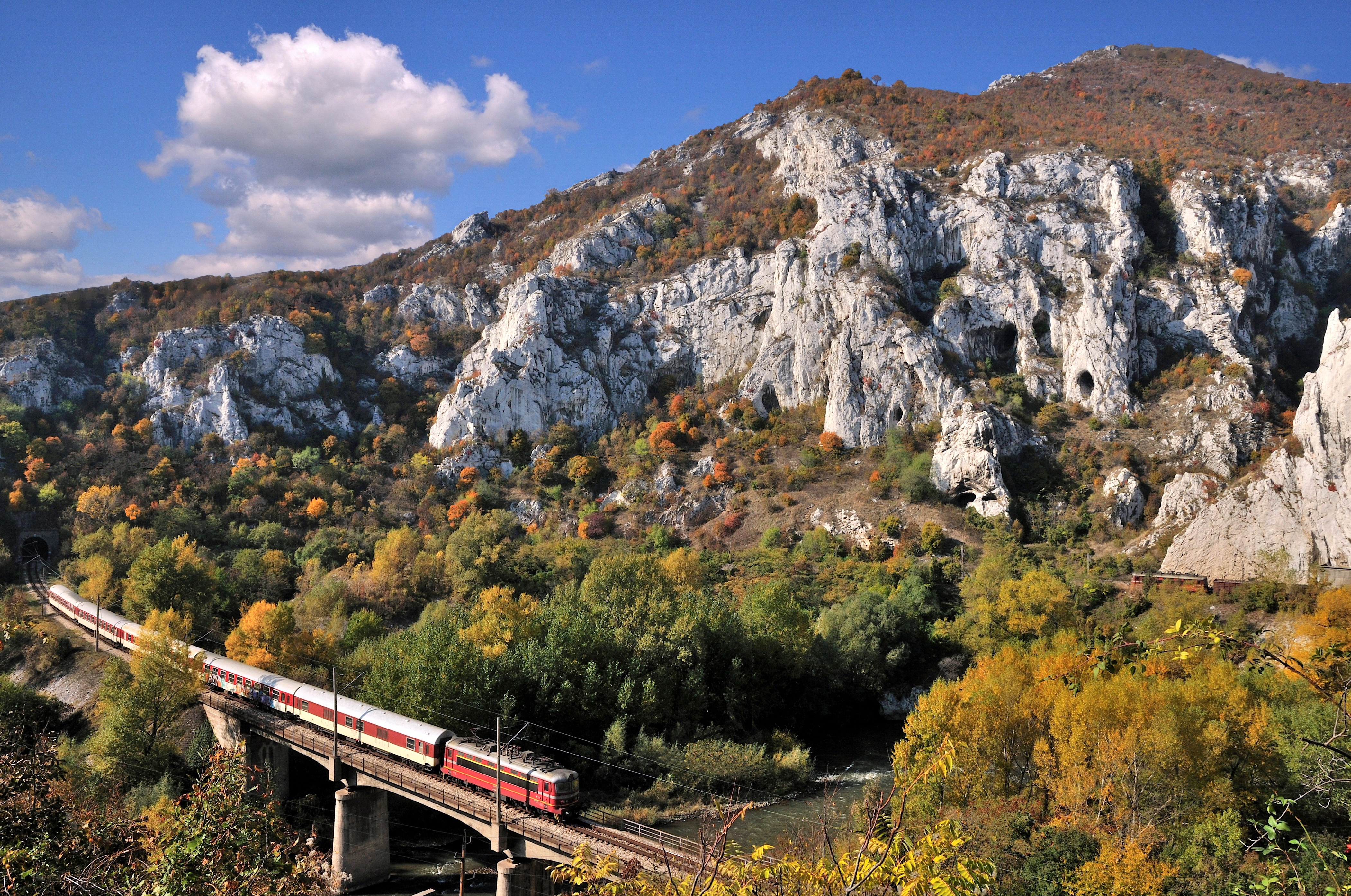
El desfiladero de Iskar.

El desfiladero de Iskar (en búlgaro: Искърски пролом) es un desfiladero de 65 km de longitud [situado] en Bulgaria, creada por el río Iskar en su travesía de los montes Balcanes. Desde el punto de vista geológico, el desfiladero se formó por antecedencia durante el Paleógeno. A lo largo del río se encuentran numerosas formaciones rocosas y acantilados; la diferencia de altura entre el fondo del desfiladero y las cimas circundantes puede llegar hasta los 1000 metros. El cañón también representa una importante vía de transporte entre el sur y el norte de Bulgaria, a lo largo del río transcurre una carretera y la vía de tren doble de Sofía a Varna.